# قرار مجلس الأمن التابع للأمم المتحدة رقم 785
قرار مجلس الأمن التابع للأمم المتحدة رقم 785، المتخذ بالإجماع في 30 تشرين الأول / أكتوبر 1992، بعد الإشارة إلى القرارين 696 (1991) و747 (1992)، وإعرابه عن قلقه إزاء تدهور الوضع السياسي واستئناف يونيتا للأعمال العدائية في أنغولا، وافق المجلس على ما يلي: توصية من الأمين العام بطرس بطرس غالي بتمديد ولاية بعثة الأمم المتحدة الثانية للتحقق في أنغولا حتى 30 تشرين الثاني / نوفمبر 1992.
ثم أدان المجلس أي استئناف للأعمال العدائية وطالب بوقفها على الفور، ودعا كذلك جميع الدول إلى الامتناع عن الأعمال التي يمكن أن تعرض اتفاقيات السلام الموقعة للخطر. وأدان أيضا «الاتهامات التي لا أساس لها» التي وجهتها محطة إذاعة يونيتا، فورغان، ضد الأمين العام والممثل الخاص وبعثة الأمم المتحدة الثانية للتحقق في أنغولا، التي أثنى المجلس على عملها.
وأيد القرار البيان الذي أدلت به مارغريت أنستي، الممثلة الخاصة للأمين العام، التي شهدت أن الانتخابات التي أجريت في 29 و 30 أيلول / سبتمبر 1992 كانت حرة ونزيهة بشكل عام ودعا يونيتا والأطراف الأخرى في العملية الانتخابية في أنغولا إلى احترام نتائج الانتخابات. ثم حث الأطراف المعنية على الدخول في حوار لضمان إجراء الجولة الثانية من الانتخابات الرئاسية.
وأخيراً، طلب القرار من الأمين العام أن يقدم تقريراً عن الحالة في أنغولا مشفوعاً بتوصيات طويلة الأجل وتبعاتها المالية على ولاية بعثة الأمم المتحدة الثانية للتحقق في أنغولا وقوامها بحلول 30 تشرين الثاني / نوفمبر 1992.

## روابط خارجية
- نص القرار في undocs.org